# Sneleopard
Sneleoparden (Panthera uncia syn. Uncia uncia) er en af de store katte. Den lever i bjergene i det centrale Asien. Sneleoparden kan veje op til 75 kg, den kan skelnes fra andre arter på dens forholdsvis lange hale, der sikrer den balancen på selv stejle overflader. Derudover bruges halen til at dække dyrets næse og mund, når det er meget koldt.
Sneleoparden er den eneste kat under Panthera-familien, som ikke kan brøle.

## Bestand
På grund af dens sky natur er bestandens eksakte størrelse ikke kendt, men det estimeres at der lever mellem 3500-7000 individer i bjergegnene i Centralasien, samt mellem 600 og 700 individer i zoologiske haver rundt om i verden.

## Taksonomi
Indtil for nylig blev sneleoparden henført til sin egen slægt Uncia, men tilhører nu slægten Panthera sammen med mange af de andre store kattedyr.